# Аркалыкский район
Аркалыкский район (каз. Арқалық ауданы) — единица административного деления Кустанайской и Тургайской областей Казахской ССР (с 1991 — Республики Казахстан), существовавшая в 1963—1997 годах. Центр — пгт (с 1965 — город) Аркалык, с 1971 года — село Родина.

## История
Аркалыкский сельский район был образован 2 февраля 1963 года в составе Кустанайской области Целинного края. В январе 1965 года преобразован из сельского района в обычный район.
23 ноября 1970 года был передан в новую Тургайскую область. При этом город Аркалык получил статус города областного подчинения и был выведен из состава района. В 1971 году центром района стало село Родина.
2 июня 1988 года в связи с ликвидацией Тургайской области Аркалыкский район был передан в Кустанайскую область, но 17 августа 1990 года Тургайская область была восстановлена и Аркалыкский район был возвращён в её состав.
В 1997 году Тургайская область вновь была упразднена, одновременно с ней 17 июня 1997 года был упразднён и Аркалыкский район.

## Население
| 1970   | 1979   | 1989   |
| ------ | ------ | ------ |
| 15 332 | 16 592 | 23 216 |